# Ian Bryce
Ian Bryce, né en 1956 à Totnes (Royaume-Uni), est un producteur britannique.

## Biographie
Ian Bryce est né en 1956 à Totnes dans le Devon en Angleterre. Il débute comme assistant de production, assistant-réalisateur et enfin assistant de production. Il travaillera avec de grand réalisateurs parmi eux Steven Spielberg, Michael Bay, Joe Johnston, Tim Burton, Wes Craven ou encore Francis Ford Coppola. Il est marié à Taylor Bryce avec laquelle il a deux enfants.

## Filmographie

### Producteur
- 1986 : Howard... une nouvelle race de héros (Howard the Duck) de Willard Huyck (producteur associé)
- 1992 : Batman : Le Défi (Batman Returns) de Tim Burton (producteur associé)
- 1993 : Soleil levant (Rising Sun) de Philip Kaufman
- 1993 : Les Allumés de Beverly Hills (The Beverly Hillbilies) de Penelope Spheeris
- 1994 : Speed de Jan de Bont (producteur exécutif)
- 1996 : Twister de Jan de Bont
- 1998 : Pluie d'enfer (Hard Rain) de Mikael Salomon
- 1998 : Il faut sauver le soldat Ryan (Saving private Ryan) de Steven Spielberg
- 1999 : Un vent de folie (Forces of Nature) de Bronwen Hughes
- 2000 : Presque célèbre (Almost Famous) de Cameron Crowe
- 2002 : Spider-Man de Sam Raimi
- 2003 : Les Larmes du soleil (Tears of the Sun) d'Antoine Fuqua
- 2005 : The Island de Michael Bay
- 2007 : Transformers de Michael Bay
- 2008 : Hancock de Peter Berg (producteur exécutif)
- 2009 : Transformers 2: La Revanche (Transformers: Revenge of the Fallen) de Michael Bay
- 2011 : Transformers 3 : La Face cachée de la Lune (Transformers: Dark of the Moon) de Michael Bay
- 2013 : World War Z de Marc Forster
- 2013 : No Pain No Gain (Pain and Gain) de Michael Bay
- 2014 : Transformers : L'Âge de l'extinction (Transformers: Age of Extinction) de Michael Bay
- 2014 : Tortues Ninja : Les Chevaliers d'écaille (Teenage Mutant Ninja Turtles) de Jonathan Liebesman
- 2016 : Whiskey Tango Foxtrot de Glenn Ficarra et John Requa
- 2017 : War Machine de David Michôd
- 2017 : Transformers: The Last Knight de Michael Bay
- 2019 : Six Underground de Michael Bay
- 2022 : Ambulance de Michael Bay
- 2026 : The Mandalorian and Grogu de Jon Favreau

### Directeur de Production
- 1988 : Tucker : L'homme et son rêve (Tucker: The Man and his dream) de Francis Ford Coppola
- 1989 : Indiana Jones et la dernière croisade (Indiane Jones and the Last Crusade) de Steven Spielberg (uniquement aux États-Unis)
- 1990 : Joe contre le volcan (John Versus the Vulcano) de John Patrick Shanley
- 1991 : Les Aventures de Rocketeer (Rocketeer) de Joe Johnston
- 1992 : Batman : Le Défi (Batman Returns) de Tim Burton
- 1993 : Soleil levant (Rsiing Sun) de Philip Kaufman
- 1993 : Les Allumés de Beverly Hills (The Beverly Hibilies) de Penelope Spheeris
- 1994 : Speed de Jan de Bont

### Assistant-réalisateur
- 1984 : Indiana Jones et le temple maudit (Indiana Jones and the Temple of Doom) de Steven Spielberg
- 1984 : La Belle et l'Ordinateur (Electric Dreams) de Steve Barron
- 1984 : Partners in Crime (Série TV)
- 1985 : Terreur froide (Chiller) (Téléfilm) de Wes Craven
- 1988 : Qui veut la peau de Roger Rabbit (Who Famed Roger Rabbit) de Robert Zemeckis

### Directeur des effets spéciaux
- 1988 : Qui veut la peau de Roger Rabbit (Who Famed Roger Rabbit) de Robert Zemeckis
- 1989 : Jusqu'au bout du rêve (Field of Dreams) de Phil Alden Robinson

### Acteur
- 2007 : Transformers de Michael Bay : un agent à l'Hoover Dam (non-crédité)

### Cascadeur
- 1998 : Pluie d'enfer (Hard Rain) de Mikael Salomon